# Федорівська сільська рада (Малинський район)
Федорівська сільська рада — колишня адміністративно-територіальна одиниця та орган місцевого самоврядування у Малинському районі Малинської, Коростенської і Волинської округ, Київської й Житомирської областей Української РСР та України з адміністративним центром у с. Федорівка.

## Населені пункти
Сільській раді були підпорядковані населені пункти:
- с. Федорівка

## Населення
Станом на 5 грудня 2001 року, відповідно до перепису населення України, кількість мешканців сільської ради становила 659 осіб.

## Склад ради
Рада складалася з 14 депутатів та голови.

### Керівний склад сільської ради
| ПІБ                         | Основні відомості                                                 | Дата обрання | Дата звільнення |
| --------------------------- | ----------------------------------------------------------------- | ------------ | --------------- |
| Давиденко Леоніла Іванівна  | Сільський голова, 1970 року народження, освіта, позапартійна      | 26.03.2006   | 31.10.2010      |
| Саміла Олександр Андрійович | Сільський голова, 1965 року народження, освіта вища, безпартійний | 31.10.2010   |                 |

Примітка: таблиця складена за даними джерела

## Історія
Створена 1923 року в с. Федорівка Малинської волості Радомисльського повіту Київської губернії. 7 березня 1923 року включена до складу новоутвореного Малинського району Малинської округи. Станом на вересень 1924 року в підпорядкуванні ради значилися хутір Під Вирвою та Поліська дослідна станція. На 1 жовтня 1941 року х. Під Вирвою не перебував на обліку населених пунктів.
Станом на 1 вересня 1946 року сільська рада входила до складу Малинського району Житомирської області, на обліку в раді перебували с. Федорівка та Дослідна станція.
Ліквідована 11 серпня 1954 року, відповідно до указу Президії Верховної Ради Української РСР «Про укрупнення сільських рад по Житомирській області», територію та населені пункти ради приєднано до складу Ворсівської сільської ради Малинського району. Відновлена 23 квітня 1992 року, відповідно до рішення Житомирської обласної ради, в с. Федорівка Гранітненської селищної ради Малинського району.
Виключена з облікових даних 17 липня 2020 року. Територію ради та с. Федорівка, відповідно до розпорядження Кабінету Міністрів України № 711-р від 12 червня 2020 року «Про визначення адміністративних центрів та затвердження територій територіальних громад Житомирської області», включено до складу Малинської міської територіальної громади Коростенського району Житомирської області.